# Hippodrome de Pantin
L'hippodrome de Pantin, appelé également nouvel hippodrome de Paris, était une salle de spectacles sous un immense chapiteau de cirque permanent situé parc de la Villette, près de la station de métro Porte de Pantin dans le nord-est de Paris.

## Histoire
L'hippodrome de Pantin était un immense chapiteau monté en 1974 de façon permanente jusqu'à fin 1982 par la société chapiteaux spectacles de Jean Richard, celui-ci a accueilli principalement entre 1974 et 1978 des spectacles de cirque à Paris de la troupe du cirque Jean Richard, et portait le nom, à cette période, de « nouvel hippodrome de Paris ». En 1980, à la suite de la fermeture du pavillon de Paris, l'hippodrome de Pantin accueillit des spectacles musicaux et notamment de rock. À la fin de 1982, à la suite d'un incident mineur mais surtout sous la pression politique, celui-ci cesse de fonctionner et l'hippodrome est démonté pour laisser place à une autre salle de spectacle initialement temporaire mais devenue permanente : le Zénith de Paris.

## Chronologie de quelques représentations
- 1975 : Ben-Hur, spectacle de cirque[1]
- 1976 : Tangerine Dream (26 janvier) [2]
- 1977 : Chicago (3,4,5 février), Magma (14 mai)
- 1978 : Fête de Rouge avec The Clash
- 1979 : Fête No New York avec James Chance & the Contortions, Robin Crutchfeld
- 1980 : The Allman Brothers Band et KISS (27 sept)
- 1981 : Stray Cats (date inconnue), James Brown (26 jan), Johnny Hallyday (23 mars)[3], The Clash (8 mai)[4], Genesis (19-20 oct), Sean Tyla (en) et Pat Benatar (25 oct), Jerry Lee Lewis (21 avr)
- 1981 : Barbara
- 1982 : Roxy Music (9 sept), Stray Cats (7 fev),  Scorpions (6 mars), Foreigner (12 mai), Frank Zappa (19 mai), Joe Cocker (3 nov) Téléphone (4 nov), New York City Rap (special touring ensemble d'artistes rap) (27 nov), Rainbow (28 nov).
- 1983 : Eric Clapton (24 avr)

## Architecture
La façade de l'hippodrome est une reproduction de style néo-classique accompagnée d'un baldaquin de cirque jaune et bleu. Il pouvait accueillir 6 000 personnes assises (gradin) ou 8500 debout.

## Fait divers
- 1977 : Affaire Lucien Melyon, lycéen poignardé par un vigile à l'entrée d'un concert de Peter Gabriel.

## Référence
- (en) Cet article est partiellement ou en totalité issu de l’article de Wikipédia en anglais intitulé « Hippodrome de Pantin » (voir la liste des auteurs).

1. ↑  « Cirque Jean Richard », sur dictionnaire.sensagent.leparisien.fr (consulté le 21 mars 2021)
2. ↑  http://www.hallyday.com/Son/Tournee/1981.html / consulté le 6 janvier 2021.
3. ↑  Fiche du concert The Clash, Paris, Hippodrome De Pantin, 08 May 1981 sur Songkick